# Johan Huydecoper van Maarsseveen (1599-1661)
Johan Huydecoper, heer van Thamen, Blokland, Uithoorn en Kudelstaart, van Maarsseveen en Neerdijk (zich noemende Huydecoper van Maarsseveen) (Amsterdam, 1599 - aldaar?, 26 oktober 1661) was een koopman, financieel specialist, projectontwikkelaar. Hij was ridder, heer van Maarsseveen en zes keer burgemeester van Amsterdam.  Tussen 1650 en 1660 was Huydecoper nauw betrokken bij de bouw van het stadhuis op de Dam en verstrekte kunstenaars opdrachten om schilderijen te leveren.

## Biografie
Johan Huydecoper was de zoon van Jan Jacobsz. Huydecoper, een banneling, die na de Alteratie een positie in de vroedschap had gekregen. Zijn vader behoorde tot de eerste oprichters van de VOC en wist handig te profiteren van de grote stadsuitbreiding van 1613. Hij was tevens eigenaar van een steenbakkerij ten zuiden van Breukelen.
Johan groeide op in de Sint Antoniebreestraat. In 1621 trouwde hij met Elisabeth de Bisschop, die een jaar later stierf. (Elisabeth was een dochter van raadslid Jan de Bisschop. Jans jongste zus, Lysbeth, was schoonzus van de remonstrantse voorman Simon Bisschop). Bij het opmaken van een testament in 1625 tussen Jan Huijdencoper en Maria Coijmans, de dochter van Balthasar Coymans, woonde hij op de Lauriergracht. Volgens Rembrandtkenner Gary Schwartz was hij in 1628 een van de eerste kopers in Amsterdam van werk van Rembrandt. In Maarssen liet hij de hofstede Goudestein langs de Vecht neerzetten. Als projectontwikkelaar verkocht hij in de navolgende jaren grond en huizen in de omgeving. In 1632 of 1634 werd hij als bewindhebber van de Vereenigde Oostindische Compagnie (VOC) geïnstalleerd. Twee jaar later werd hij in de Zweedse adelstand verheven. Huydecoper werd opgenomen in de Orde van de Heilige Michaël, hetgeen betekent dat hij zich voor de Franse koning of Frankrijk verdienstelijk had gemaakt. De reden is vooralsnog onduidelijk.

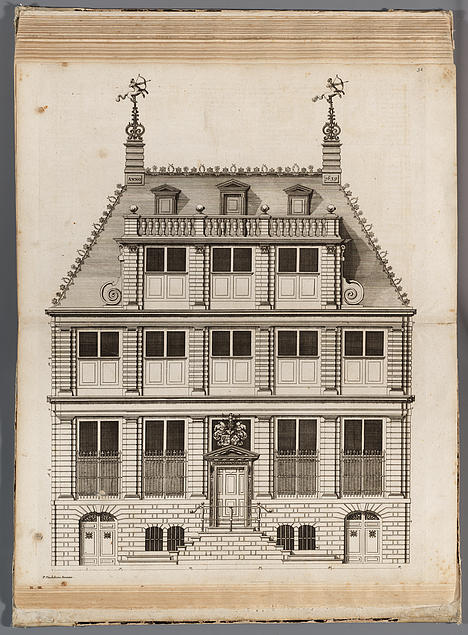
Het huis van Johan Huydecoper op het Singel, dat in 1943 verloren ging na het neerstorten van een vliegtuig.

Philips Vingboons ontwierp in 1639 een huis voor hem op het Singel. Het had een Grote Zaal met tapijten bekleedt en Zaal met goudtleer behangen. Het heeft wijders een heel cierlijcke grootte Tuyn, met een Fonteyn, beneffens eenige Statuen daer in; waer aen volght een Paarde Stal, met een Stal kamer, en gaet men voorts achter uyt met een groote poort. Govert Flinck schilderde in 1648 het Korporaalschap van Joan Huydecoper met Huydecopers huis op de achtergrond. Er bestaat een gravure van de achterkant van het huis rond 1663, naar een tekening van Jacob van Ruisdael, waarop het uitgraven van de Herengracht is te zien.
In augustus 1650 liet Huydecoper de bruggen ophalen, de poorten sluiten en geschut aanslepen, vervolgens onderhandelde hij met stadhouder Willem II, toen die van plan was met een leger Amsterdam aan te vallen om de macht van de toenmalige burgemeesters te beperken. De stadhouder eiste dat Andries Bicker en zijn broer Cornelis uit de vroedschap werden verwijderd. In 1653 werd hij raad van de Admiraliteit van Amsterdam.
In 1655 reisde hij met zijn zoon Joan, Pieter de Graeff, zoon van burgemeester Cornelis de Graef, aan wie hij zijn carrière te danken had, en Joan Corver op diplomatieke missie naar Frederik Willem van Brandenburg in Berlijn. Daar moest hij besprekingen voeren over een bondgenootschap tegen Zweden en als peetoom optreden bij de doop van een prins. Huydecoper was buitengewoon bezorgd omdat hij de Duitse taal niet kende en nog nooit zo ver van huis was geweest.
Huydecoper was een liefhebber van kunst en de beschermheer van Jan Vos, die zijn persoon, woning, buitenplaats, schilderijen en kinderen bezong. Artus Quellinus beeldhouwde zijn buste. Als overman van de Voetboogdoelen is Huydecoper in 1656 geportretteerd door Bartholomeus van der Helst. Huydecoper leverde een van de vijf concepten voor de vierde uitleg van Amsterdam, met gebruikmaking van een fortificatieplan, waarvan het traject al rond 1651 was bepaald. De eerste plannen werden door Henrick Ruse als debiel aangemerkt. In 1661 ontving hij Amalia van Solms, bij een tegenbezoek op Goudestein.

## Huis Huydecoper

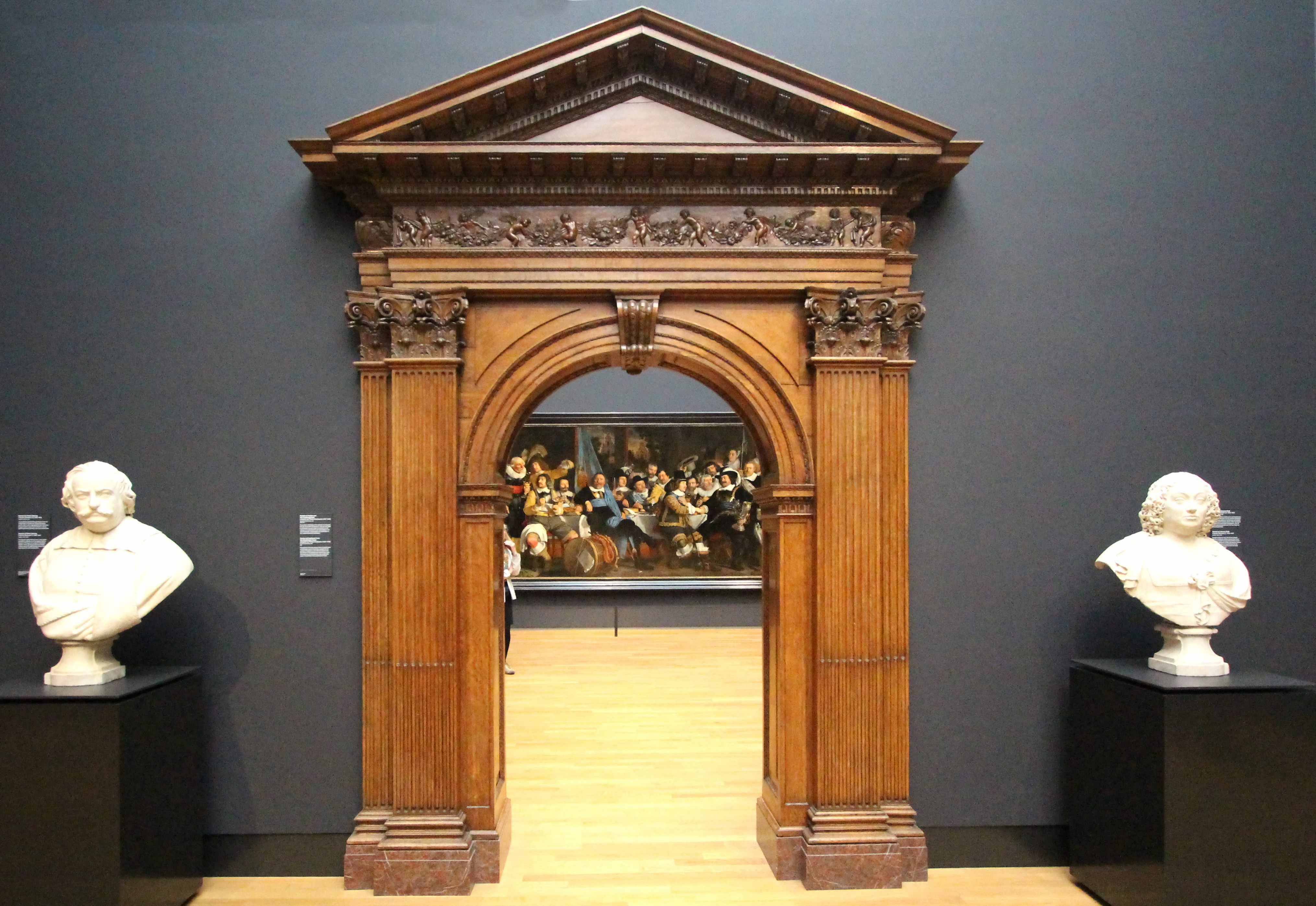
Het monumentale portaal uit het voorhuis, nu in het Rijksmuseum.

In 1638 kocht Huydecoper, die op dat moment nog aan de Lauriergracht woonde, een dubbel perceel aan het Singel om er een mooi grachtenpand te laten bouwen. Architect Philips Vingboons ontwierp voor hem een classicistisch huis, waarvoor in 1639 de eerste steen werd gelegd. In 1642 kwam het huis gereed en nam Huydecoper er zijn intrek. In april 1943 werd het pand door het neerstorten van een geallieerde bommenwerper grotendeels vernietigd. De natuurstenen gevel en enkele monumentale interieuronderdelen (een classicistisch portaal en een schouw), van dit voor Amsterdam van bijzondere waarde geachte gebouw, bleven echter gespaard en werden bewaard voor een latere herbouw.
De bekende mecenas en zakenman Joost Ritman diende in 1989 een plan in om dit te doen, met het doel er zijn befaamde Bibliotheca Philosophica Hermetica in onder te brengen. Het pand zou dan worden herbouwd aan de Bloemgracht. De gevelonderdelen werden geïnventariseerd, en er vond al overleg plaats met het Rijksmuseum, die de interieuronderdelen in bewaring had. Vlak hierna kwam Ritman echter in financieel zwaar weer terecht, waardoor het hele plan niet doorging.
De gevelonderdelen van het oude huis liggen nu nog altijd opgeslagen op de Monumentenwerf van Amsterdam, wachtend op een nieuwe bestemming. In het Rijksmuseum zijn het monumentale classicistische portaal uit het voorhuis en de schouw uit de zaal van Huydecoper's huis nog steeds te bewonderen.

## Kinderen

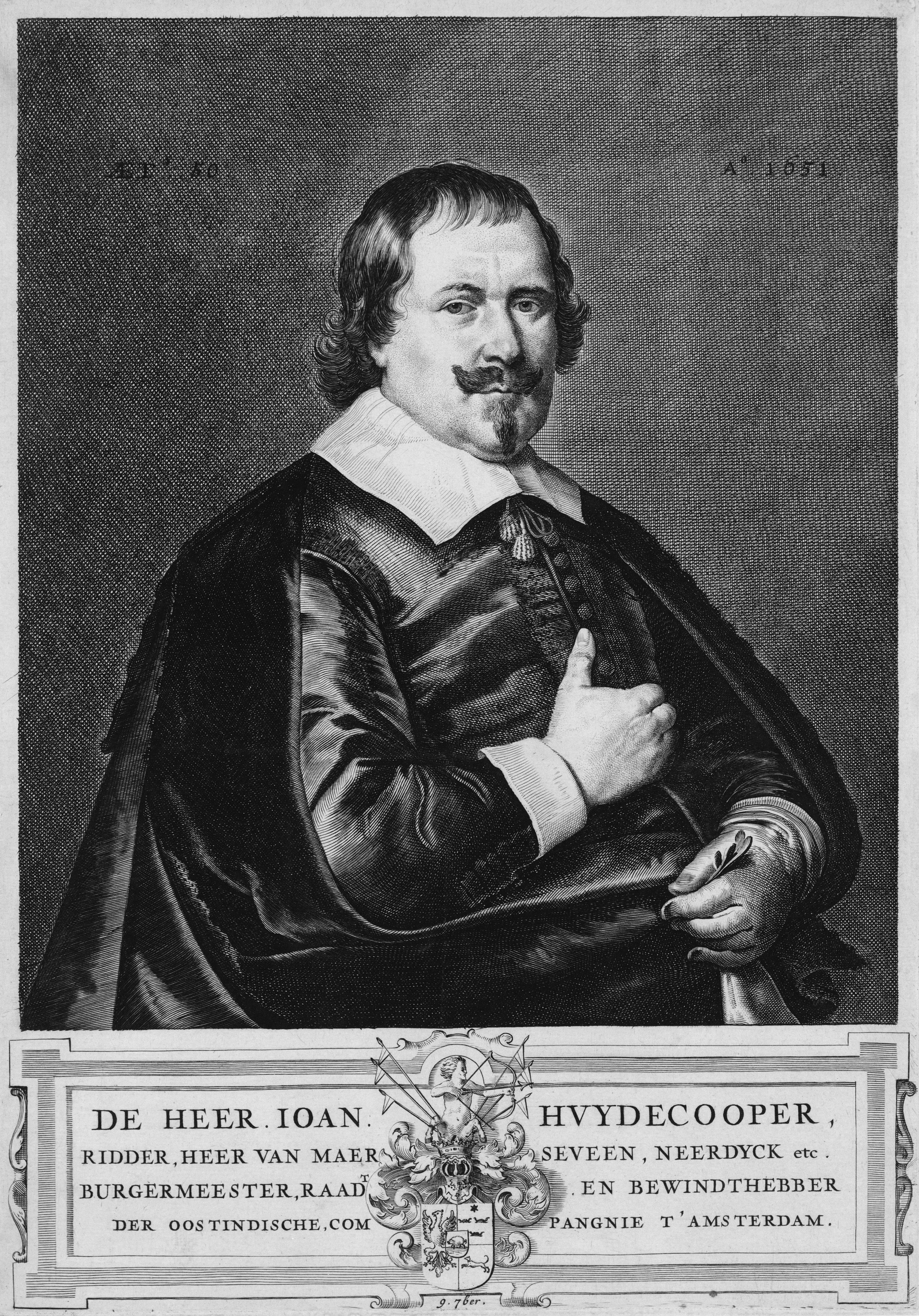
Johan Huydecoper (1599 - 1661)

- Joan (1625-1704) werd burgemeester van Amsterdam, hij trouwde in 1656 met zijn volle nicht Sophia Coymans (1636-1714) (een dochter van Johannes Coymans)
- Maria (1627-1658) trouwde in 1642 met Jacob F. Hinlopen; stierf in het kraambed
- Eleonora (1631-1663) trouwde in 1657 met Jan J. Hinlopen; stierf in het kraambed
- Geertruid (1634—1669)[10] trouwde met David d'Ablaing (1622-1672),[11] tot zijn dood de voogd van Sara Hinlopen.
- Constantia (1636-1702) trouwde in 1668 met de predikant Albertus van Westerhoff (1633-1702);
- Elisabeth (1638-1703) trouwde in 1670 met Pieter van Wickevoort (1629-1721).
- Jacoba Sophia (1640-1714) trouwde in 1675 Aernout Druyvesteyn (1641-1698), een mecenas en burgemeester van Haarlem.

- Bibliothèque nationale de France: cb15139183m (data)
- Biografisch Portaal: 90766974
- Gemeinsame Normdatei: 1027110053
- International Standard Name Identifier: 0000 0001 2260 5017
- Système universitaire de documentation: 244899320
- Union List of Artist Names: 500319839
- Virtual International Authority File: 172430367
- WorldCat: E39PBJf8tXhhPrhhyhvQ4vbcfq